# Hayward Field
El Hayward Field, es un estadio de atletismo ubicado en el campus de la Universidad de Oregón en la ciudad de Eugene, estado de Oregón en los Estados Unidos.
En el año 2018 fue demolido para su reconstrucción y fue reinaugurado en agosto de 2020. El nuevo estadio fue financiado por la comunidad filantrópica de la Universidad de Oregón, siendo el exalumno Phil Knight su principal donante.
Construido en 1919, el antiguo estadio fue el escenario donde el equipo de fútbol americano de la Universidad de Oregón jugó de local desde 1919 hasta 1966, y fue la sede de los equipos de atletismo de la universidad desde 1921. El estadio ostenta el apellido del entrenador de atletismo Bill Hayward, quien presidió el proyecto atlético de la institución desde 1904 hasta 1947. El Hayward Field fue sometido a renovación en 2004, y es uno de los cinco estadios certificados como «Clase 1» en Estados Unidos por la Asociación Internacional de Federaciones de Atletismo (IAAF) junto al Hutsell-Rosen Track (Auburn, Alabama), Icahn Stadium (Randalls Island, Manhattan, New York), John McDonnell Field (University of Arkansas, Fayetteville, Arkansas) y Rock Chalk Park (Lawrence, Kansas). 

## Historia
Hayward fue construido en 1919 para reemplazar al Kincaid Field, y estaba destinado a formar parte de las instalaciones del equipo de fútbol americano de la Universidad de Oregón. Para 1921 se construyó una pista de seis carriles alrededor del campo de fútbol. A mediados de los años 1960, la capacidad del estadio fue insuficiente para albergar al público, por lo que la sede del equipo se trasladó al Autzen Stadium en septiembre de 1967, y desde entonces el Hayward Field se utilizó para las pruebas atléticas, exclusivamente.
La pista se amplió a ocho carriles en 1970 y la superficie se mejoró para soportar cualquier tipo de clima. En 1988 se ajustó al sistema métrico, y la extensión de redujo de 402.336 m a 400 m. Además, una pista atlética para ejercicios de calentamiento de 200 m se agregó al costado sur del estadio, junto a un área para lanzamiento de martillo y otra para levantamiento de pesas. En 1991 se instaló un tablero electrónico de último modelo, que mostraba las marcas no oficiales y las posiciones de los competidores, segundos después de cada prueba.

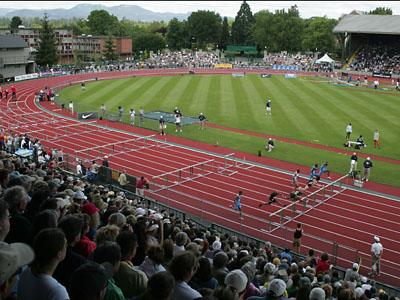
Espectadores observando una prueba de 110 m vallas en el antiguo Hayward Field.

Gracias a una donación de Bill Bowerman, entrenador de atletismo por muchos años en la universidad, se agregó un edificio de 1400 m² denominado «Edificio Bowerman» al noroeste de la pista, que alberga casilleros, objetos históricos de la institución y el Instituto Internacional del Deporte y Rendimiento Humano.
El mismo Bowerman inició un programa para la práctica popular de carreras a pie en Hayward Field en 1963, después de haber visitado Nueva Zelanda y tras haber conocido a Arthur Lydiard, de quien tomó la inspiración para dicho proyecto.
Otra importante renovación ocurrió en 2004, cuando se añadió el acceso público bautizado como Powell Plaza. También se desplazó la pista para ejercicios de calentamiento, la cual se expandió a 400 m, y además se reemplazó el antiguo cercado que rodeaba el complejo. Después que la ciudad de Eugene se eligió como la sede para las pruebas clasificatorias nacionales para los Juegos Olímpicos, el Hayward Field fue sometido a otras renovaciones en el 2007. Ocho postes con reflectores se instalaron para los eventos nocturnos, así como el pasto fue reacondicionado. 
Además, un sendero se agregó detrás de las graderías ubicados al oeste del complejo, y un nuevo tablero electrónico fue instalado, gracias a una donación del exalumno Phil Knight, y la empresa Nike.

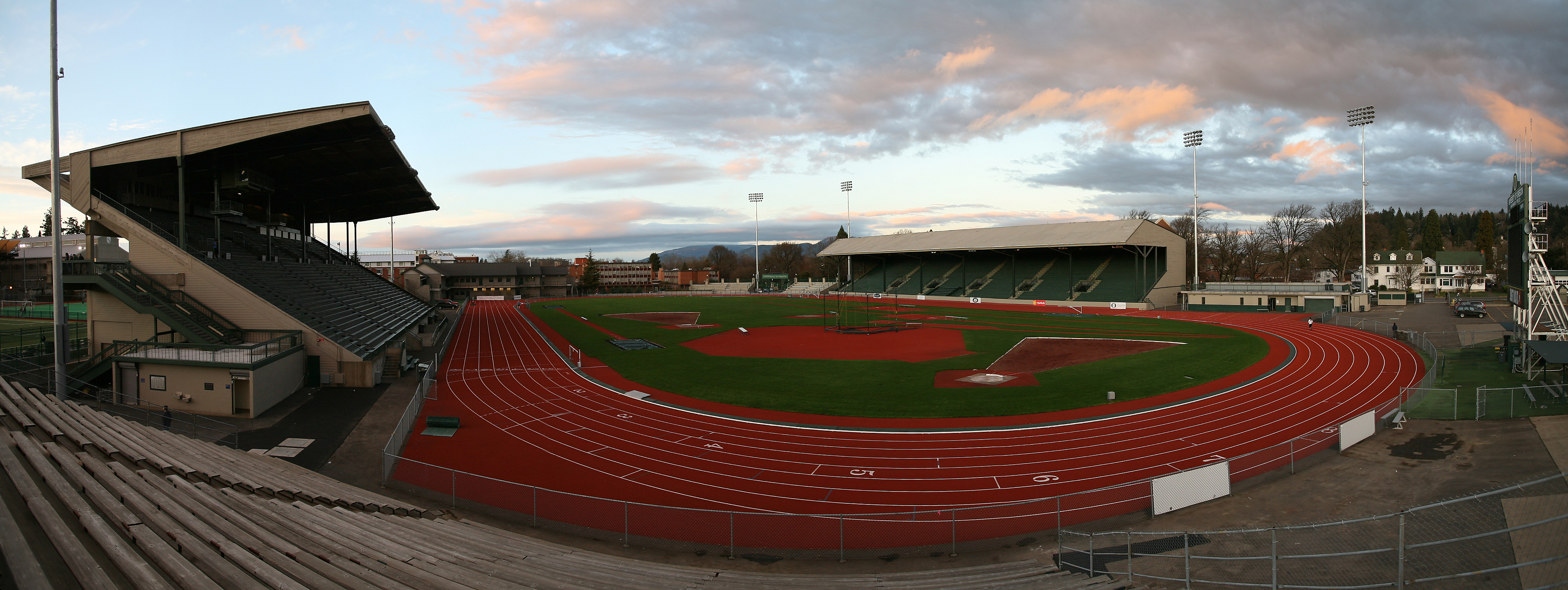
Panorámica del antiguo Hayward Field.

El Hayward Field ha albergado los campeonatos de la USATF en 1986, 1993, 1999, 2001, 2009, y 2011, y las pruebas clasificatorias para los juegos olímpicos en 1972, 1976, 1980, 2008, y 2012. También ha sido la sede los campeonatos de la NCAA, la USATF Elite Running Circuit, y el evento anual Nike Prefontaine Classic. En 2014, tuvo lugar la XV edición del Campeonato Mundial Junior de Atletismo. 

### Nuevo estadio

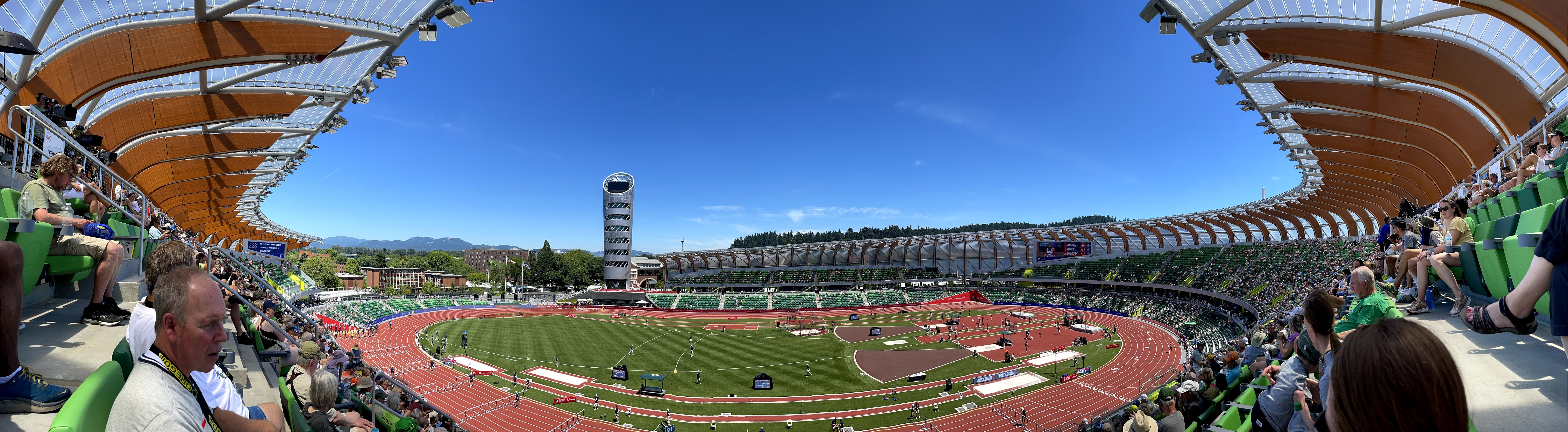
Panorámica del nuevo estadio.

En el mes de abril de 2018 se anunció que a partir del verano (boreal) del mismo año, hasta 2020, el estadio será sometido a una reconstrucción. Las obras comprenderán la demolición de las antiguas graderías lo que dará paso a un nuevo estadio alrededor de la pista que tendrá una capacidad de 12 900 espectadores que puede expandirse a 30 000. En estas nuevas instalaciones se celebrará el XVII Campeonato Mundial de Atletismo en 2021.

## Hayward Field en el cine
El antiguo estadio Hayward Field fue parte de la película Personal Best (La mejor marca), cuya trama se trata de una supuesta prueba clasificatoria para los Juegos Olímpicos de Moscú 1980. También aparece en la película biográfica de Steve Prefontaine, Without Limits (1998) y en el filme National Lampoon's Animal House (Desmadre a la americana) (1998).